# مقام الخضر (كفرياسيف)
مقام الخضر معلم أثري في قرية كفرياسيف، تؤمن الطائفة الدرزية أن الخضر كان في هذا المقام. المقام هو أحد الأماكن والمقامات التي تُنسب إلى الخضر. الزيارة السنوية للمقام عند الطائفة الدرزية هي في 25 يناير من كل عام.